# Zbyněk Fojtů
Zbyněk Fojtů (*7. srpna 1963 Slavičín) je český akademický sochař a medailér. Pochází z moravského města Valašské Klobouky. Návrhům pamětních mincí a medailí se věnuje od roku 2002. Žije v Černošicích, kde má i svůj atelier.

## Život
Zbyněk Fojtů vyrůstal ve Valašských Kloboukách, kde žil až do svých pětadvaceti let. Už od dětství se zajímal o historii: lákala ho zejména období starého Egypta a Velké Moravy. Studia: 1978 - 1982 SUPŠ Uherské Hradiště, 1982 - 1988 VŠUP Praha 

## Tvorba
Autor se pravidelně účastní soutěží na návrhy mincí a medailí vyhlašovaných Českou národní bankou. Poprvé se zúčastnil soutěže roku 2002 na realizaci pamětní mince k 100. výročí Emila Holuba. Zpracovává návrhy pro Českou mincovnu a. s. i Pražskou mincovnu a. s. Realizace se do roku 2009 dočkala dvacítka jeho návrhů na pamětní mince ČNB. K dalším úspěšným návrhům patří například zlatá pamětní medaile k 650. výročí položení základního kamene Karlova mostu o hmotnosti 1 kg, nebo zlaté a stříbrné pamětní medaile ze sady Korunovace českých králů. K novějším pracím patří titul Gotický most v Písku (2011, emise ČNB) nebo Korunovace Václava II. českým králem (2012, emise Pražská mincovna a. s.). Celkem již realizoval přes sto návrhů medailí a mincí.